# Chromatomyia arctagrostidis
Chromatomyia arctagrostidis este o specie de muște din genul Chromatomyia, familia Agromyzidae, descrisă de Griffiths în anul 1980.
Este endemică în British Columbia. Conform Catalogue of Life specia Chromatomyia arctagrostidis nu are subspecii cunoscute.